# ノー・イグジット
『ノー・イグジット』（原題: Slaves to the Underground）は、1997年に製作されたアメリカ合衆国の映画。
日本では1998年5月23日に第7回東京国際レズビアン&ゲイ映画祭にて上映された。

## キャスト
- シェリー：モリー・グロス
- ジミー：ジェイソン・ボーツ
- スージー：マリサ・ライアン
- クラーク：アンドリュー・サッチャー
- エリン・ハーシー（クレジットなし）